# Томилова, Ольга Владимировна
О́льга Влади́мировна Томи́лова (род. 29 апреля 1969, Москва) — российская гобоистка и музыкальный педагог; солистка Большого симфонического оркестра имени П. И. Чайковского и Российского национального оркестра, преподаватель Московской консерватории и Центральной музыкальной школы при Московской консерватории; лауреат Всероссийского конкурса (1991), заслуженная артистка Российской Федерации (2009).

## Биография
Ольга Томилова окончила музыкальное училище при Ленинградской консерватории и Российскую академию музыки им. Гнесиных по классу Ивана Пушечникова. Она начала свою профессиональную карьеру в камерных оркестрах «Российская камерата» и «Вивальди-оркестр». С 1991 по 2001 годы Томилова была солисткой-концертмейстером группы гобоев Большого симфонического оркестра имени П. И. Чайковского, с 2001 года занимает аналогичную должность в Российском национальном оркестре. Она также выступает как камерный музыкант и как солистка в сопровождении различных московских камерных оркестров и преподаёт в Московской консерватории и Центральной музыкальной школе при Московской консерватории. В 2009 году Ольге Томиловой было присвоено почётное звание заслуженная артистка Российской Федерации.